# Papyrus (police de caractères)
 (janvier 2025).
Pour les articles homonymes, voir Papyrus.
Papyrus est une police de caractères créée en 1982 par le graphiste Chris Costello.

## Historique
Chris Costello, ayant tout juste terminé ses études, et après avoir étudié la Bible, cherche à concevoir ce à quoi une police de caractères ressemblerait si elle avait été créée pendant les temps bibliques. Papyrus est aujourd’hui omniprésente dans de nombreux films, séries télévisées et publicités, alors que son créateur n’a reçu que de très faibles droits de redevance. Elle est notamment utilisée dans la série de films Avatar et dans les séries Medium (2005-2011) et Eureka (2006-2012). Son omniprésence dans les médias est parfois critiquée par des experts en graphisme, voire parodiée dans un sketch de l’émission Saturday Night Live.